# Villard-de-Lans
Villard-de-Lans település Franciaországban, Isère megyében. Lakosainak száma 4365 fő (2022. január 1.). Villard-de-Lans Autrans-Méaudre-en-Vercors, Saint-Julien-en-Vercors, Saint-Martin-en-Vercors, Château-Bernard, Corrençon-en-Vercors, Le Gua, Lans-en-Vercors, Rencurel és Saint-Paul-de-Varces községekkel határos.

## Népesség
A település népessége az elmúlt években az alábbi módon változott:
| Lakosok száma | 3085 | 3224 | 3346 | 4088 | 4109 | 4175 | 4210 | 4234 | 4279 | 4365 |
|               | 1968 | 1982 | 1990 | 2006 | 2013 | 2015 | 2017 | 2019 | 2020 | 2022 |